# 斯泰恩 (內華達州)
斯泰恩（英語：Stine）是位於美國內華達州林肯縣的鬼鎮。

## 歷史
斯泰恩的郵局於1904年設立，其後於1909年停運。

## 地理
斯泰恩所處的海拔為高於海平面1245米（即4085英呎），而該地所採用的時區為UTC-8，即太平洋时区（PST）。同時該地設有夏令時間，為UTC-8調快一小時，即UTC-7（PDT）。